# Гращенков, Николай Иванович
Николай Иванович Гращенков (Проппер, Проппер-Гращенков; 14 [26] марта 1898, дер. Заборье, Могилевская губерния — 8 октября 1965, Москва) — советский врач, доктор медицинских наук, профессор; член-корреспондент АН СССР (1939), академик АМН СССР (1944) и АН БССР.

## Биография
Родился в белорусской крестьянской семье. С декабря 1912 г. работал у помещика в имении Коптевка Могилевской губернии.
В октябре 1915 — мае 1917 г. служил в Императорской русской армии — рядовым, затем унтер-офицером 204-го Ардагано-Михайловского полка Западного фронта.
C мая 1917 г. — секретарь волостного исполкома с. Пиряны Мстиславского уезда (Могилевская губерния), с декабря 1917 г. — участковый надзиратель 1-й районной городской милиции (Могилевская губерния). В мае-августе 1918 г. заведовал отделом Могилевского губернского продкома в Мстиславе. С августа 1918 г. — начальник районной милиции в Мстиславском уезде. В октябре 1918 г. вступил в РКП(б). С апреля 1920 г. — начальник Управления губернской милиции в Смоленске.
В сентябре 1921 г. поступил в Смоленский университет. С июня 1922 г. учился на медицинском факультете 1-го Московского университета, окончил его в 1926 г. по специальности «врач-невропатолог». С сентября 1926 г. — ординатор, затем ассистент Первой клиники медицинского факультета Московского государственного университета; с 1930 г. — декан медицинского факультета.
С февраля 1931 по ноябрь 1932 г. — слушатель Института красной профессуры. С ноября 1932 г. — директор Института высшей нервной деятельности Коммунистической академии.
С марта 1933 г. заведовал отделом патологии и физиологии органов чувств Всесоюзного института экспериментальной медицины. С октября 1935 по февраль 1937 г. находился в научной командировке в Англии и США.
С июля 1937 г. назначен первым заместителем наркома здравоохранения СССР; с июля 1938 по сентябрь 1939 г. исполнял обязанности наркома здравоохранения СССР.
С октября 1939 г. — директор института и заведующий первой клиникой Всесоюзного института экспериментальной медицины. В годы Великой Отечественной войны был консультантом по неврологии и нейрохирургии 33-й армии, периодически выезжал на фронт.
С декабря 1944 г. — директор Института неврологии Академии медицинских наук СССР. С январе 1948 по 1951 г. — президент Академии наук Белорусской ССР; в этот период организовал в Белоруссии Институт теоретической медицины, лабораторию нейрофизиологии, нейрохирургический центр.
С апреля 1951 г. заведовал кафедрой нервных болезней Центрального института усовершенствования врачей (Москва). В апреле 1958 г. вышел на пенсию.
В 1958—1959 гг. заведовал кафедрой нервных болезней 1-го Московского медицинского института. В 1959—1961 гг. являлся заместителем Генерального директора Всемирной организации здравоохранения. С 1961 г. до конца жизни работал в Институте высшей нервной деятельности АН СССР — заведующим лабораторией, директором Лаборатории по изучению нервных и гуморальных регуляций (с 1963 г.).
Похоронен на Новодевичьем кладбище в Москве.

### Семья
Сын — Виктор (17 апреля 1925 — 27 мая 2005), российский искусствовед.
Дочери:
- Виктория Николаевна Гращенкова-Басилия (4 октября 1929 — 25 сентября 2007)
- Людмила Николаевна Гращенкова (род. 10 февраля 1944)
- Татьяна Николаевна Гращенкова (род. 3 сентября 1947)

## Научная деятельность
Основные направления исследований:
- физиология и патология органов чувств,
- диэнцефальная патология,
- электрофизиология,
- травматические и инфекционные (клещевой и комариный энцефалиты) заболевания центральной нервной системы.

Подробно изучил и описал газовую гангрену мозга, предложил комплексные методы терапии огнестрельных ранений позвоночника.
В 1939 г. был избран членом-корреспондентом Академии наук СССР по Отделению математических и естественных наук (специализация «неврология»); в 1963—1965 гг. являлся заместителем академика-секретаря Отделения физиологии АН СССР.
В 1944 г. избран академиком АМН СССР, в 1948 г. — действительным членом Академии наук Белорусской ССР.
В 1955—1965 гг. был заместителем главного редактора 2-го издания Большой медицинской энциклопедии. Редактировал «Журнал невропатологии и психиатрии им. С. С. Корсакова».
Входил в состав правления Всесоюзного и Московского обществ невропатологов и психиатров, Нейрохирургического общества, Общества физиологов, биохимиков и фармакологов.
Подготовил 14 докторов и более 20 кандидатов наук. Автор более 300 научных трудов, в том числе 10 монографий.

### Избранные труды
- Вайнштейн И. Г., Гращенков Н. И. Менингиты. — М.: Медгиз, 1962. — 224 с. — (Б-ка практ. врача). — 10 000 экз.
- Гращенков Н. И. Анаэробная инфекция мозга. — М.: Медгиз, 1944. — 65 с.
- Гращенков Н. И. Вирусные заболевания нервной системы. М., 1948
- Гращенков Н. И. Вступительное слово на открытии Всесоюзной конференции микробиологов, эпидемиологов и инфекционистов. — М.; Л.: Медгиз, 1939. — 16 с.
- Гращенков Н. И. Гипоталамус, его роль в физиологии и патологии. — М.: Наука, 1964. — 368 с. — 3000 экз.
- Гращенков Н. И. Задачи здравоохранения и роль советской общественности : [Перер. стеногр. доклада на собрании обществ. здравоохраненческого актива г. Москвы в окт. 1938 г.]. — М.: Центр. науч.-метод. станция и санпросветбюро Мосгорздрава, 1939. — 32 с. — (Популярная серия «Охрана здоровья трудящихся»; Вып. 4).
- Гращенков Н. И. Здравоохранение в Третьей Сталинской пятилетке. — М.; Л.: Медгиз, 1939. — 96 с.
- Гращенков Н. И. Комариный (японский) энцефалит. — М.: Изд-во Акад. мед. наук СССР, 1947. — 87 с. — 5000 экз.
- Гращенков Н. И. Ленинская теория отражения и современная физиология органов чувств. — М., 1957. — 19 с. — 1000 экз.
- Гращенков Н. И. Межнейронные аппараты связи — синапсы и их роль в физиологии и патологии. — Минск: изд-во Акад. наук БССР, 1948. — 160 с. — 1000 экз.
- Гращенков Н. И. О положении в биологической науке и задачи биологической науки в БССР : Докл. на расшир. засед. Президиума Акад. наук БССР 3 сент. 1948 г. — Минск: тип. акад. наук БССР, 1948. — 99 с. — 3000 экз.
- Гращенков Н. И. О состоянии противоэпидемической работы и задачах по укреплению противоэпидемических учреждений : Перер. стеногр. доклада на Всес. конф. микробиологов, эпидемиологов и инфекционистов 27 янв. 1939 г. — М.; Л.: Медгиз, 1939. — 40 с.
- Гращенков Н. И. Огнестрельные ранения позвоночника и спинного мозга. — М.: Медгиз, 1946. — 103 с. — 5000 экз.
- Гращенков Н. И. Советская медицина в борьбе с заразными заболеваниями : Доклад на собрании рабочих завода «Каучук» об итогах Всес. конф. микробиологов, эпидемиологов и инфекционистов 3 февр. 1939 г. — М.: Центр. ин-т сан. просвещения, 1939. — 16 с.
- Гращенков Н. И. Советская медицина в Отечественной войне : Стеногр. публ. лекции, прочит. в Доме ученых в Москве. — М.: Б. и., 1944. — 34 с.
- Гращенков Н. И. Распознавание и лечение ранений периферических нервов. — М.; Л.: Изд-во Акад. наук СССР, 1942. — 47 с.
- Гращенков Н. И. Роль В. М. Бехтерева в развитии отечественной неврологии. — М.: Медгиз, 1959. — 44 с. — 3000 экз.
- Гращенков Н. И. Черепно-мозговые ранения и методы их лечения. — М.: Медгиз, 1947. — 350 с. — 3000 экз.
- Кроль М. Б., Маргулис М. С., Проппер-Гращенков Н. И. Учебник нервных болезней. — 3-е изд., перераб. — М.; Л.: Медгиз, 1939. — 508 с.
- Проппер Н.И. Экспериментальное изучение патогенеза эпилепсии : Тез. к дис. — [М.]: ВИЭМ, [1935]. — 4 с.
- Руководство по неврологии : В 8 томах / Под ред. Н. И. Гращенкова, М. Б. Кроля, М. С. Маргулиса и Д. С. Футера. — М.; Л.: Медгиз, 1940—1941.
- Справочник невропатолога / Под общ. ред. Н. И. Гращенкова. — М.: Медгиз, 1962. — 375 с. — 40 000 экз.
- Справочник невропатолога психиатра / Под общ. ред. Н. И. Гращенкова и А. В. Снежневского. — М.: Медицина, 1965. — 582 с. — 43 000 экз.

## Награды
- орден Ленина (10 июня 1945)
- орден Красного Знамени (1943)
- Орден Трудового Красного Знамени (11 июля 1945) — за образцовое выполнение заданий Правительства по лечению бойцов и офицеров Красной Армии, раненных в боях с немецкими захватчиками, успешному проведению противоэпидемических мероприятий, медицинскому обслуживанию населения и подготовке медицинских кадров
- Орден Трудового Красного Знамени (1949)
- почётный член общества им. Я. Пуркине (1963)
- премия и золотая медаль им. И. М. Сеченова (1965, посмертно) — за работу «Гипоталамус, его роль в физиологии и патологии»